# Beatrix z Courtney
Beatrix z Courtenay, která žila v první polovině 13. století v Jeruzalémském království, byla titulární hraběnky z Edessy. To znamená, že měla nárok na šlechtický titul, i když její rodina již tureckému hrabství Edessa nevládla. Beatrix byla nejstarší dcerou Agnes z Milly a Joscelina III., hraběte z Edessy. Pár měl ještě dceru Anežku. Když byla malá, zmenšil se rodinný majetek, protože Joscelin III. prodal hrady Chastel Neuf a Toron Řádu německých rytířů, když se rodina ocitla ve finanční tísni.
Poprvé se Beatrix z Courtenay provdala za Viléma z Valence.
Po jeho smrti se vdala podruhé a to v roce 1208 za Ottu von Botenlauben. Tímto sňatkem se stala hraběnkou z Hennebergu. Druhému manželovi porodila dva syny, Ottu a Jindřicha. V roce 1220 manželé prodali některé pozemky v oblasti Galileje, mezi nimi i byla třetina vesnice Bohehel a třetina léna svatého Jiří. Pozemky byly prodány Řádu německých rytířů, tedy témuž řádu kterému prodal kdysi majetek její otec.
Kromě těchto aktivit se Beatrix a Otto v roce 1231 zasloužili o založení cisterciáckého kláštera Frauenroth. V tomto klášteře byli oba manželé proto následně pohřbeni. Beatrix zemřela po roce 1245.